# Ödenburger Eimer
Der Ödenburger Eimer, auch in der Schreibweise Oedenburger Eimer, war ein österreich-ungarisches Volumenmaß für Wein und Branntwein. Das Maß war regional unterschiedlich und machte auch einen Unterschied bei Branntwein. Neben diesem Eimer gab es noch den Niederungarischen (2868 Pariser Kubikzoll) und den Oberungarischen Eimer (3824 Pariser Kubikzoll), den Preßburger, den Pester und den Osner Eimer (60 Halbe (Wiener)).
- 1 Ödenburger Eimer = 84 Halbe = 80 Halbe (ohne Hefe) = 3566,7 Pariser Kubikzoll = 70,75 Liter (70,014 Liter[1]; 71,075 Liter[2]; 71,266 Liter[3])

Im Vergleich mit dem Wiener Eimer waren 5 Wiener gleich 4 Ödenburger.